# Вулиця Андрія Малишка (Київ)
Ву́лиця Андрі́я Мали́шка — вулиця у Дніпровському районі міста Києва, житловий масив Північно-Броварський. Пролягає від вулиці Будівельників до Чернігівської площі.
Прилучаються вулиці Князя Романа Мстиславича, Миропільська і Дарницький бульвар.

## Історія
Вулиця прокладена у 1970 році на місці колишньої Вищедубечанської вулиці, що існувала з середині XX століття під назвою 242-га Нова і пролягала вздовж Броварського шосе, перетинаючи Миропільську вулицю. Сучасна назва на честь українського поета Андрія Малишка — з 1971 року.
У 1972 році від вулиці Андрія Малишка була відокремлена вулиця Кіото.

## Установи та заклади
- № 1 — готель «Братислава»;
- № 3 — універмаг «Дитячий світ»;
- № 25/1 — бібліотека № 118 для дітей Дніпровського району.

## Парки
- Ландшафтний заказник Вовча гора

## Пам'ятники
- Андрію Малишку
- Пам'ятний знак на честь першого в історії коригування артилерійського вогню авіацією під керівництвом Петра Нестерова та Євграфа Крутеня у 1913 році
- Ботанічний пам'ятник природи Сосна Нестерова

## Зображення

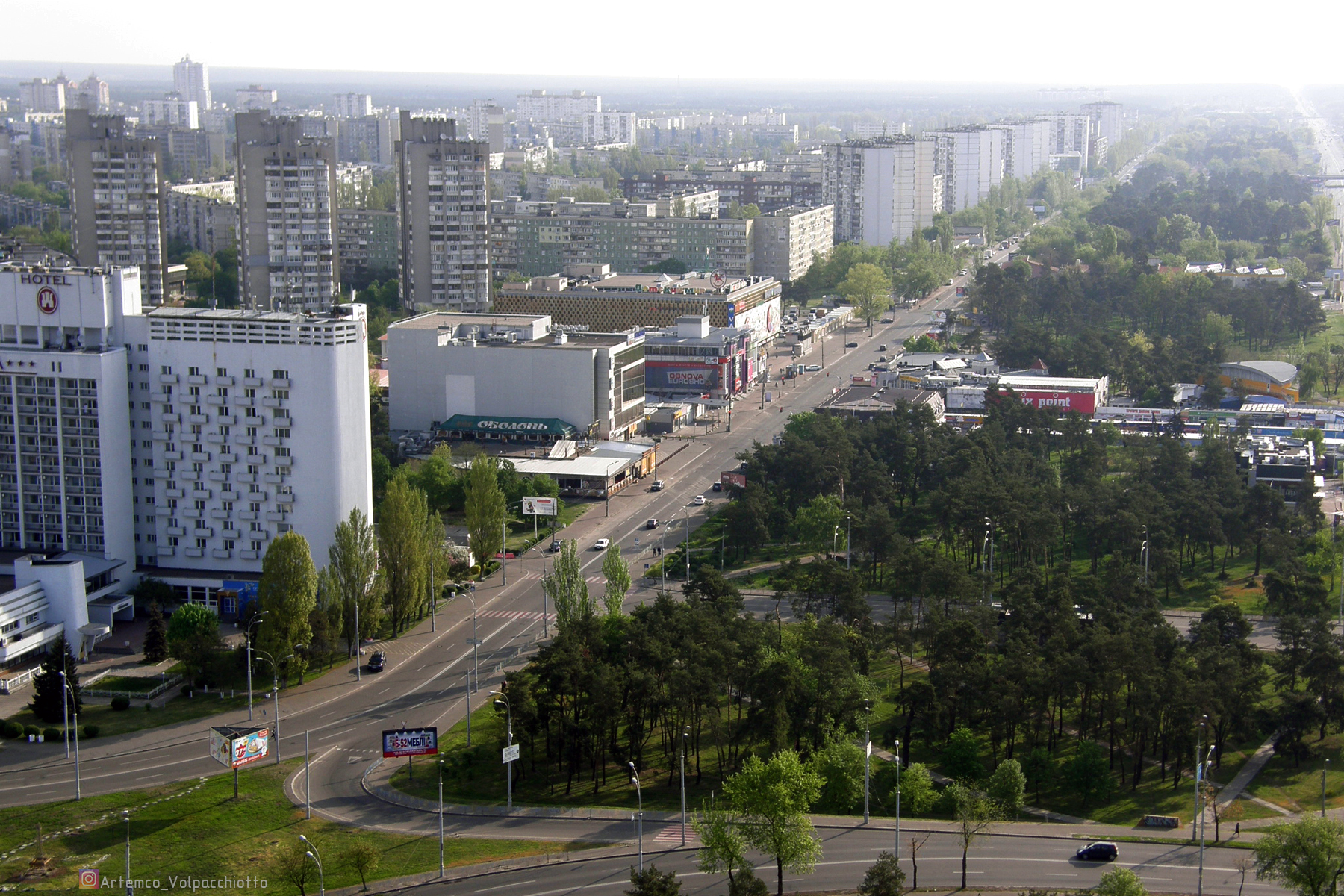
від початку на перетині вулиць Князя Мстиславича і Будівельників на схід
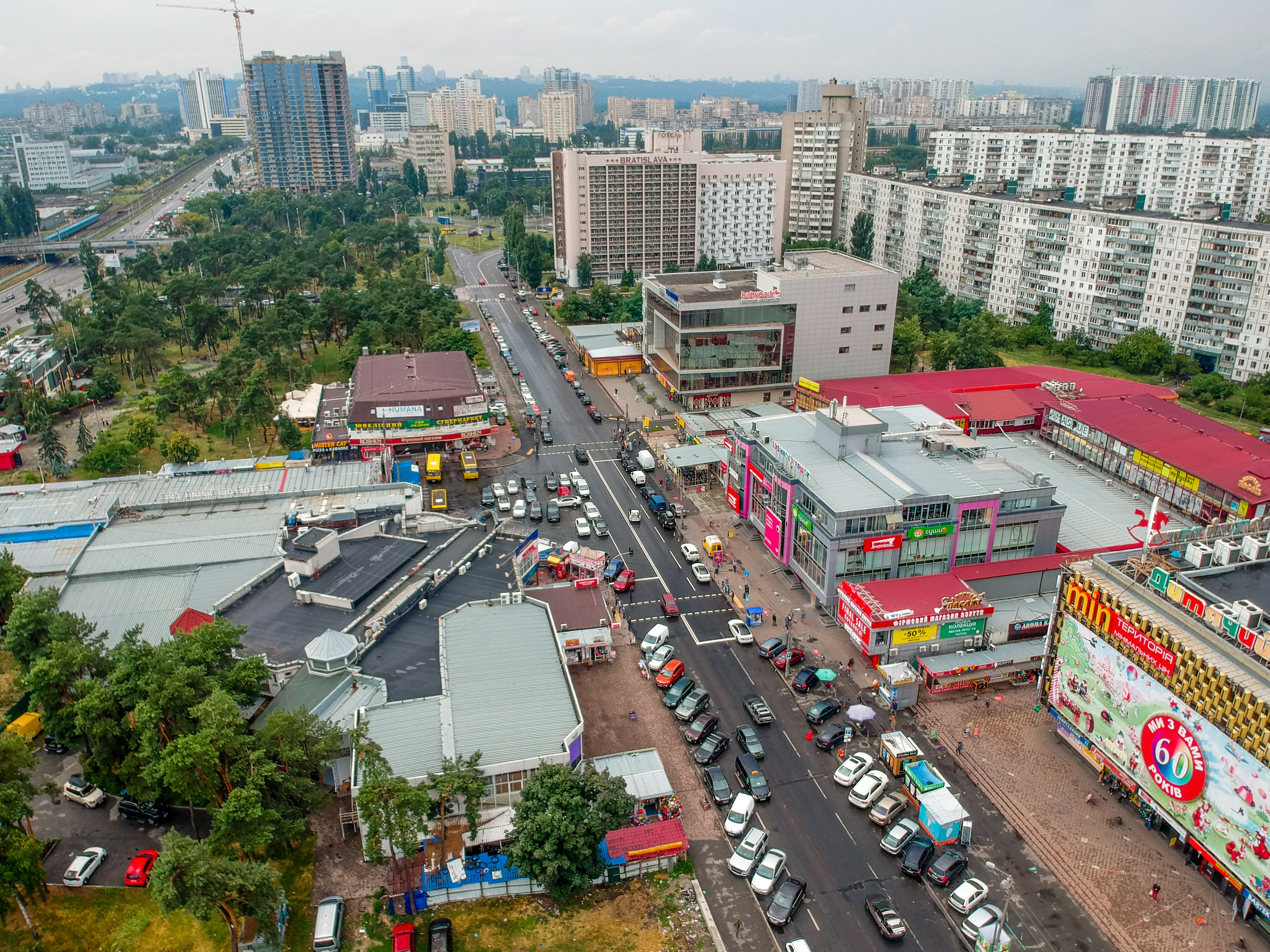
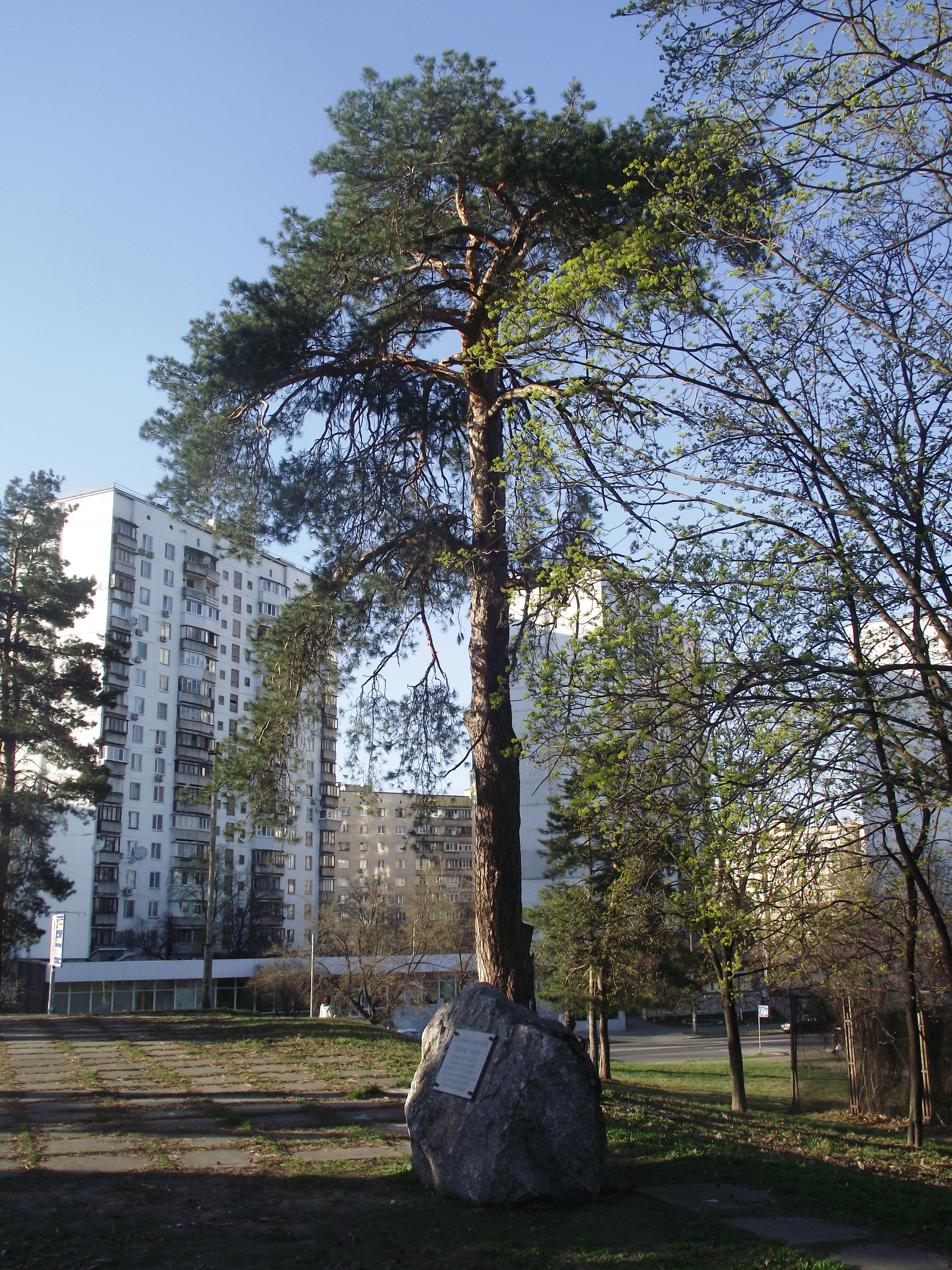
Сосна Нестерова
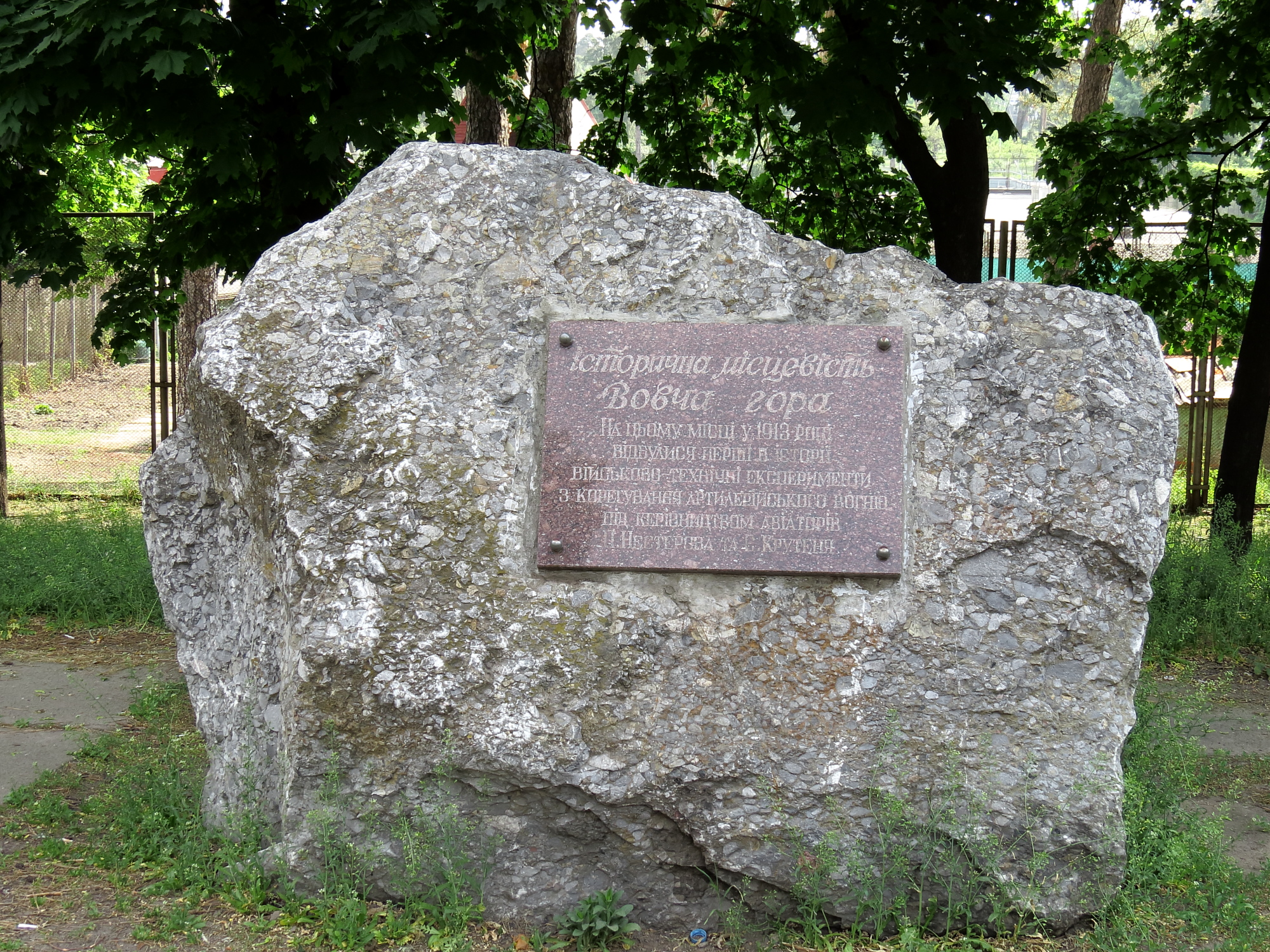
Пам'ятний знак на місці військових маневрів 1913 року під керівництвом П. М. Нестерова та Є. М. Крутеня